# Tatuapé
Tatuapé es un distrito ubicado en la zona sudeste de la ciudad de Sao Paulo, Brasil. Administrativamente pertenece a la subprefectura de Mooca. El nombre del distrito es de origen tupí y significa "camino de los tatus" debido a la conjunción de las voces tatu (tatu) y apé (camino).

## Historia
Fue una región pionera en la práctica de la viticultura, con su primera bodega instalada por Brás Cubas en 1551. Esta actividad fue la principal fuente de la economía del barrio y alcanzó su apogeo a finales del siglo XIX con la instalación de bodegas de propiedad de familias de inmigrantes italianos como Marengo y Camardo, cuyos miembros prestan hoy sus nombres a algunas calles del barrio.

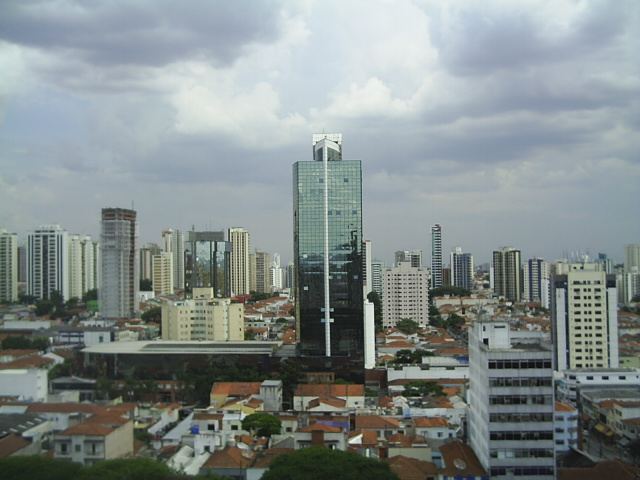
Verticalización del barrio

### Formación
Originalmente, el área del distrito incluía también los actuales barrios de Carrão, Aricanduva y Vila Formosa que se fueron separando por decretos del Municipio. Los límites actuales del distrito fueron establecidos en 1990 por la alcaldesa Luiza Erundina. Esto significó que el distrito de Carrão perdiera la Estación Carrão del Metro de São Paulo, ya que con esta nueva división, la estación quedaba a pocos metros del límite, en el territorio de Tatuapé. También supuso que Jardim Anália Franco, tradicionalmente considerado parte de Tatuapé, pasara al vecino distrito de Vila Formosa.
El distrito está delimitado por el cuadrilátero formado por: Rua Antônio de Barros, Avenida Salim Farah Maluf, Rua Emília Marengo y Marginal Tietê.

## Desarrollo
El distrito se desarrolló de forma desigual. Dividido por la mitad por la vía férrea que hoy sirve al metro y a la Companhia Paulista de Trens Metropolitanos, durante la segunda mitad del siglo XIX, el lado norte se convirtió en una región altamente industrializada con fábricas pertenecientes a empresas como el Grupo Vicunha, Bosch de Brasil, Itautec/Philco y Souza Cruz, mientras que el lado sur era predominantemente rural, ocupado principalmente por granjas y ranchos.

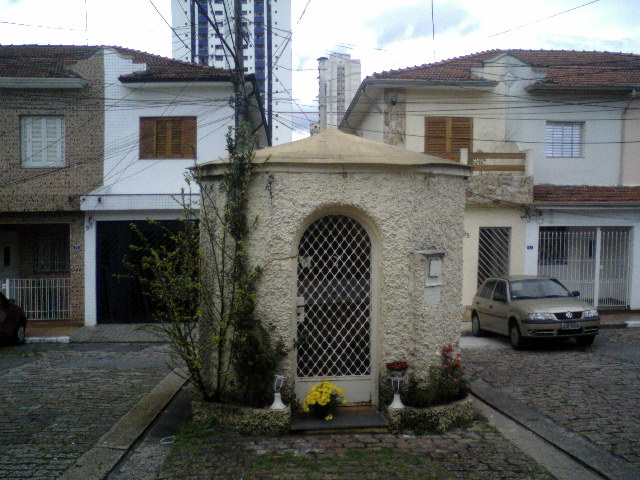
Típica aldea obrera de la primera mitad del que ha sobrevivido a la descaracterización y demolición de edificios antiguos, un grave problema de preservación histórica que aún se da con bastante fuerza en el.

En la segunda mitad del siglo XX, las antiguas chácaras de la zona sur del distrito comenzaron a ser subdivididas para la construcción de condominios residenciales de gama media y alta, lo que atrajo al distrito a familias con mayor poder adquisitivo, propiciando el surgimiento de establecimientos comerciales y de ocio destinados a atender al nuevo público de la región. Mientras tanto, el norte del distrito pasó a ser conocido como una región de comercio popular y viviendas estrictamente residenciales de baja altura, que sufrió el vaciamiento industrial, dejando almacenes abandonados que sólo comenzaron a ser expropiados para uso residencial a mediados y finales de la década de 1990 y finales de la década de 2010, especialmente en las inmediaciones del Parque Piqueri.

### Sport Club Corinthians Paulista
El distrito también es sede del Sport Club Corinthians Paulista, uno de los clubes de fútbol más exitosos y populares de Brasil. El club llegó a Tatuapé en 1926, donde instaló su sede, ubicada dentro del Parque São Jorge.

## Actualidad
El distrito tiene actualmente una gran población anciana. Según el Atlas de Trabajo y Desarrollo de la Ciudad de São Paulo, en 2007, el barrio de Vila Azevedo, en la región central del distrito, tenía la mayor esperanza de vida del municipio de São Paulo (ochenta años).

## Verticalización
Hoy en día, Tatuapé es uno de los barrios más valorados de la ciudad de São Paulo. Actualmente el distrito se encuentra en un proceso de verticalización con varios condominios de alta gama terminados, en lanzamiento o en construcción. El distrito, sin embargo, tiene una baja tasa de áreas verdes por habitante, estimada en 3,86 metros cuadrados, muy por debajo de los doce metros cuadrados recomendados por la Organización Mundial de la Salud.

## Distritos limítrofes
- Vila Maria (norte).
- Penha (este).
- Carrão (sureste)
- Vila Formosa y Água Rasa (sur).
- Belém (este).